# Vacov
Vacov település Csehországban, a Prachaticei járásban. Vacov Strašín, Vrbice, Čkyně, Nicov, Stachy, Zdíkov, Dřešín és Drážov településekkel határos. Lakosainak száma 1459 fő (2024. január 1.).

## Népesség
A település lakosságának változását az alábbi diagram mutatja:
| Lakosok száma | 3453 | 3920 | 3784 | 2364 | 1673 | 1354 | 1452 | 1468 | 1434 | 1459 |
|               | 1869 | 1890 | 1921 | 1950 | 1980 | 2001 | 2017 | 2019 | 2022 | 2024 |